# 경기연합일보
경기연합일보는 1960년 9월 1일 인천에서 인천신문으로 창간되었고, 1968년 8월 15일 경기연합일보로 명칭을 바꿨으며, 1970년 명칭을 연합신문으로 바꿨다.
연합신문의 명칭은 1973년 8월 31일 종간호를 내고 『경기매일신문(京畿每日新聞)』·『경기일보(京畿日報)』와 통합되어 『경기신문』으로 발행되기까지 사용되었다.

## 같이 보기
- 경인일보